# Solanum paludosum
Solanum paludosum är en potatisväxtart som beskrevs av Stefano Moricand. Solanum paludosum ingår i släktet skattor som ingår i familjen potatisväxter. Inga underarter finns listade i Catalogue of Life.